# Afranthidium alaemon
Afranthidium alaemon là một loài Hymenoptera trong họ Megachilidae. Loài này được Warncke mô tả khoa học năm 1982.